# 鈴木サチ
鈴木 サチ（すずき さち、1979年11月14日 - ）は、日本の女性ファッションモデル。所属事務所はイリューム。愛知県日進市出身。

## 略歴
ファッション雑誌『ViVi』の専属モデルを経て、2007年創刊の『AneCan』では、創刊号から2014年10月号まで専属モデルとして活動した。その後も『MORE』『VERY』『LEE』などのモデルとして活動。

## 人物
初対面の人に必ず「ハーフですか?」と聞かれるというが、両親はともに日本人で、父親は愛知県名古屋市出身、母親は三重県出身である。姉が1人いる。
2013年にホノルルマラソンを完走した。2015年にピラティスインストラクターの資格を所得した。

### 私生活
2009年9月7日、同日発売の『AneCan』および自身のブログで結婚を発表。2010年9月24日に第1子女児、2012年6月14日に第2子男児を出産したが、後に離婚。
新たなパートナーとは事実婚を選択し、2019年4月に第3子男児、2022年2月に第4子男児、2024年4月24日に第5子男児を出産した。

## 出演

### 雑誌
- ViVi（講談社） - 専属モデル
- AneCan（小学館） - 専属モデル
- MORE（集英社）
- SAKURA（小学館）
- VERY（光文社）
- LEE（集英社）
- STORY（光文社）

### ショー
- 神戸コレクション
- 東京ガールズコレクション
- 名古屋ガールズコレクション
- BIG JOHN

### 映画
- レイトン教授と永遠の歌姫 女性客役（声の出演[16]）

### ラジオ
- JFN「RASTA LOVERS」メインパーソナリティ

### CM
- 花王リーゼ「ウェーブアップフォーム」
- ABCマート

### ミュージックビデオ
- クレイジーケンバンド「湾岸線」（2008年）
- スウィートボックス「We Can Work It Out」（2009年）[17]

### その他
- 天使の代理人 メインビジュアル（2010年）

## DVD
- 鈴木サチ meets クンフーエクササイズ（2009年12月23日、BS日本/日本コロムビア）